# Четничка удружења у међуратном периоду
У међуратном периоду у Југославији (1918–41) постојало је неколико борачких удружења српских герилаца (познатих као „четници“) који су се борили у Османској Македонији (1903–12), Балканским ратовима (1912–13) и Првом светском рату (1914–18).

Водећи четници били су подељени између Демократске странке (ДС) и Радикалне странке (РС), као и између веза са тајним друштвима Црне руке и Беле руке. Ове идеолошке разлике довеле су до формирања неколико четничких удружења. Прво удружење, основано 1921. године, подељено је на југословенску ДС и српску националистичку РС 1924. године.
Најзначајније личности четничког покрета у овом периоду су Пуниша Рачић, Илија Трифуновић-Бирчанин и Коста Миловановић-Пећанац. Након проглашења шестојануарске диктатуре од стране краља Александра Карађорђевића 1929. године и успостављања „интегралног југословенства“, разна четничка удружења су се реорганизовала у јединствену, званично санкционисану групу, „Удружење четника“. Међутим, чак и под хомогенизујућим притисцима диктатуре, четници нису били монолитан покрет.

## Позадина
Српска четничка организација, коју су основали српски активисти, организовала је герилске јединице упућене на османске територије на југ Краљевине Србије. У периоду 1904–1912. ове герилске јединице водиле су ратове у Македонији, настојећи да ослободе регион и споје га са Србијом. Испрва приватно организована, њене правце убрзо је преузела српска влада. Герилска акција је пратила ширење национализације. Четници су, као помоћна снага, имали активну улогу у Балканским ратовима и Првом светском рату.

## Удружења
| Удружење                                                     | Активно | Напомене                                    |
| ------------------------------------------------------------ | ------- | ------------------------------------------- |
| Удружење четника за слободу и част отаџбине                  | 1921–44 |                                             |
| Удружење српских четника за краља и отаџбину                 | 1924–25 | Издвојено из Четничког удружења.            |
| Удружење српских четника "Петар Мркоњић"                     | 1924–25 | Издвојено из Четничког удружења.            |
| Удружење српских четника „Петар Мркоњић“ за краља и отаџбину | 1925–29 | Спојено из организација из 1924. године.    |
| Удружење старочетника                                        | 1934–   | Издвојено из Четничког удружења.            |
| Удружење против бугарских разбојника                         | 1922–30 | анти-бугарске противтерористичке паравојске |